# Parangitia nigrofulgens
Parangitia nigrofulgens là một loài bướm đêm trong họ Noctuidae.